# Kenichi Shimokawa
Kenichi Shimokawa (Gifu, Prefectura de Gifu, Japó, 14 de maig de 1970) és un futbolista japonès que disputà nou partits amb la selecció japonesa.